# Ruska Wieś (Ełk)
Pour les articles homonymes, voir Ruska Wieś.
Ruska Wieś est un village polonais du district administratif d'Ełk, dans le powiat d'Ełk, voïvodie de Varmie-Mazurie, au nord-est du pays. 
Il est situé à environ 12 km à l'ouest d'Ełk et à 112 km à l'est de la capitale régionale Olsztyn.
Sa population s'élève à 350 habitants.